# Тельшяйские говоры

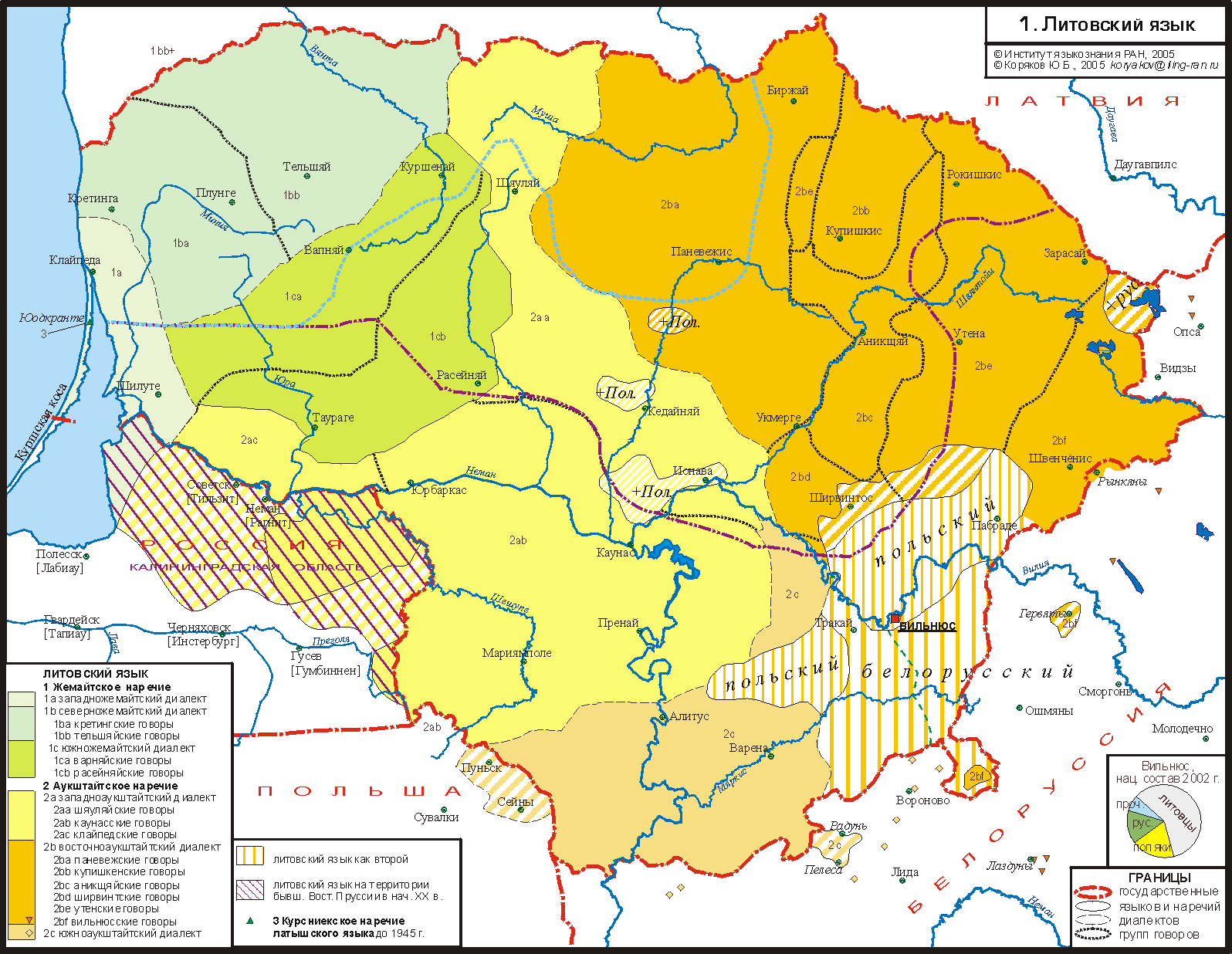
Ареал тельшяйских говоров на карте распространения литовского языка (по данным классификации 1964 года)

Тельшя́йские го́воры (лит. telšiškiai, латыш. telšu izloksne; самоназвание telšiškiai) — говоры жемайтского (нижнелитовского) наречия, распространённые в северо-западной части территории Литовской республики в окрестностях города Тельшяя и к северу от него. Входят вместе с кретингскими говорами в состав северножемайтского диалекта, одного из трёх жемайтских диалектов наряду с западножемайтским и южножемайтским.
В тельшяйских говорах, как в говорах Клайпеды и Кретинги распространена такая архаичная черта, как сохранение в системе склонения и спряжения двойственного числа: dọ geroụjo vírọ «два хороших мужчины», skaĩtova «мы вдвоём читаем».

## Область распространения
Ареал тельшяйских говоров размещается в северных и северо-восточных районах историко-этнографической области Жемайтия.
Согласно современному административно-территориальному делению Литвы, область распространения тельшяйских говоров занимает северную часть территории Клайпедского уезда, северо-западную часть территории Шяуляйского уезда и бо́льшую часть территории Тельшяйского уезда за исключением его западных районов.
Область распространения тельшяйских говоров на севере граничит с областью распространения латышского языка, на востоке — с областью распространения шяуляйских говоров западноаукштайтского диалекта. С юго-востока к ареалу тельшяйских говоров примыкает ареал варняйских говоров южножемайтского диалекта, с юго-запада и запада — ареал кретингских говоров северножемайтского диалекта.